# Hradčovice
Hradčovice (en allemand : Radschowitz, précédemment Hradschowitz) est une commune du district d'Uherské Hradiště, dans la région de Zlín, en République tchèque. Sa population s'élevait à 1 013 habitants en 2020.

## Géographie
Hradčovice se trouve à 7 km à l'est-sud-est d'Uherské Hradiště, à 21 km au sud-sud-ouest de Zlín, à 73 km à l'est-sud-est de Brno et à 255 km au sud-est de Prague.
La commune est limitée par Nedachlebice au nord, par Drslavice à l'est et au sud-est, par Veletiny au sud, par Popovice à l'ouest et par Mistřice à l'ouest et au nord-ouest.

## Histoire
Hradčovice est un ancien carrefour de routes menant en Bohême, en Silésie et en Hongrie. Ses origines remontent au XIe siècle et c'est l'un des plus vieux villages du district d'Uherské Hradiště. Cette région a accueilli de nombreux clans, tribus ou groupes ethniques qui ont laissé des traces de leur passage. La première mention écrite du village date de 1247.

## Administration
La commune se compose de deux quartiers :
- Hradčovice
- Lhotka